# Le Langon
Le Langon é uma comuna francesa na região administrativa da Pays de la Loire, no departamento de Vendéia. Estende-se por uma área de 23,74 km². Em 2010 a comuna tinha 1 043 habitantes (densidade: 43,9 hab./km²).